# Chin-lung Hu
Chin-lung Hu, né le 2 février 1984 à Tainan (Taïwan), est un joueur taïwanais de baseball évoluant en Ligue majeure de baseball. En 2007, cet arrêt-court et joueur de deuxième but est devenu le cinquième Taïwanais et le premier joueur de champ intérieur natif de Taïwan à jouer en Ligue majeure.

## Biographie

### Ligue majeure de baseball

#### Dodgers de Los Angeles

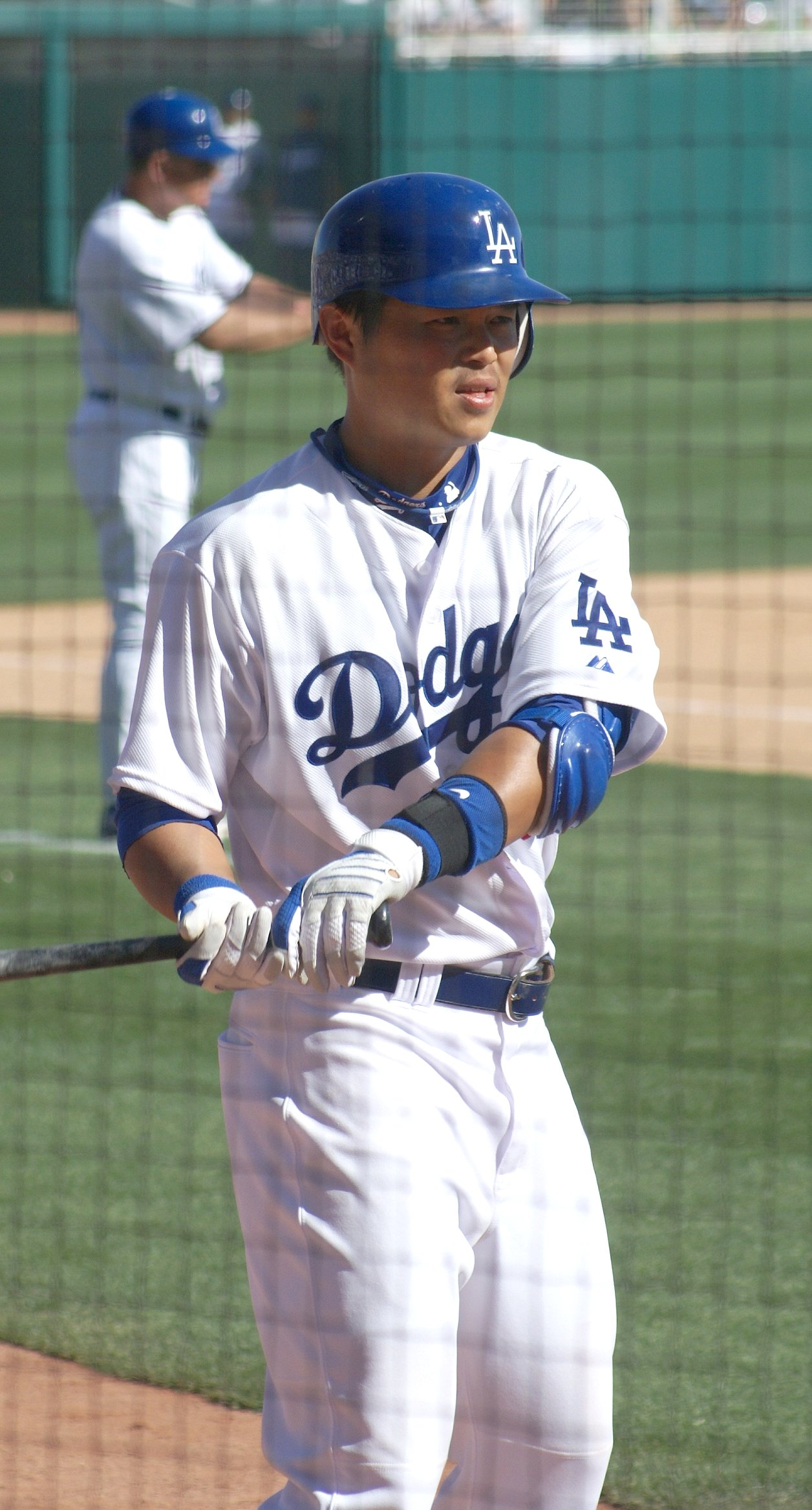
Chin-lung Hu en 2009 avec les Dodgers.

Hu signe son premier contrat professionnel avec les Dodgers de Los Angeles en 2003 et il commence sa carrière en ligues mineures avec les Ogden Raptors. En 2004, il partage son temps de jeu entre les Columbus Catfish et les Vero Beach Dodgers, où il revient en 2005. Il est promu au niveau AA avec les Jacksonville Suns lors de la saison 2006 et participe au All Star Futures Game (match entre les meilleurs joueurs de ligues mineures) au PNC Park. Il commence la saison 2007 avec les Suns, décrochant une nouvelle sélection pour le Futures Game où il est nommé Meilleur joueur du match,. Après la pause de mi-saison, il est assigné aux Las Vegas 51s en Pacific Coast League, où en 45 matchs, il frappe 8 circuits et 28 points produits avec une moyenne au bâton de 0,318. Il fait ses débuts en Ligue majeure le 1er septembre contre les Padres de San Diego, en entrant en jeu en fin de match. Le 11 septembre, il frappe son premier circuit en carrière face aux Padres.

#### Mets de New York
Le 27 décembre 2010, les Dodgers échangent Chin-Lung Hu aux Mets de New York en retour du lanceur gaucher des ligues mineures Michael Antonini.

#### Indians de Cleveland
Il signe chez les Indians de Cleveland en janvier 2012. Il est libéré le 28 mars vers la fin de l'entraînement de printemps des Indians.

### Carrière internationale
En 2006, Chin-lung Hu participe à la première édition de la Classique mondiale de baseball avec l'équipe de Taïwan de baseball, éliminée au premier tour.
Il s'aligne avec l'équipe de Taïwan aux Jeux asiatiques. Il fait partie de l'équipe gagnante de la médaille d'or aux Jeux de Doha, au Qatar, en 2006 et remporte l'argent avec la sélection taïwanaise aux Jeux de 2010 à Guangzhou en Chine.
Il participe aussi au championnat d'Asie de baseball 2007 à Taïwan, ou son pays gagne le bronze, puis au championnat d'Asie de baseball en 2009 à Sapporo, au Japon, où Taïwan mérite la médaille d'argent.

## Statistiques
| Saison | Équipe     | G  | AB  | R  | H  | 2B | 3B | HR | RBI | SB | BA    |
| ------ | ---------- | -- | --- | -- | -- | -- | -- | -- | --- | -- | ----- |
| 2007   | LA Dodgers | 12 | 29  | 5  | 7  | 0  | 1  | 2  | 5   | 0  | 0,241 |
| 2008   | LA Dodgers | 65 | 116 | 16 | 21 | 2  | 2  | 0  | 9   | 2  | 0,181 |
| 2009   | LA Dodgers | 5  | 5   | 2  | 2  | 1  | 0  | 0  | 2   | 0  | 0,400 |
| 2010   | LA Dodgers | 14 | 23  | 2  | 3  | 1  | 0  | 0  | 1   | 1  | 0,130 |
| Totaux | Totaux     | 96 | 173 | 25 | 33 | 4  | 3  | 2  | 17  | 3  | 0,191 |

Note: G = Matches joués; AB = Passages au bâton; R = Points; H = Coups sûrs; 2B = Doubles; 
3B = Triples; HR = Coup de circuit; RBI = Points produits; SB = buts volés; BA = Moyenne au bâton 